# ダイアン・キートン
ダイアン・キートン（Diane Keaton, 本名: Diane Hall、1946年1月5日 - ）は、アメリカ合衆国の女優、映画監督、映画プロデューサー、脚本家。カリフォルニア州ロサンゼルス出身。1977年の『アニー・ホール』でアカデミー主演女優賞を受賞した。

## 略歴

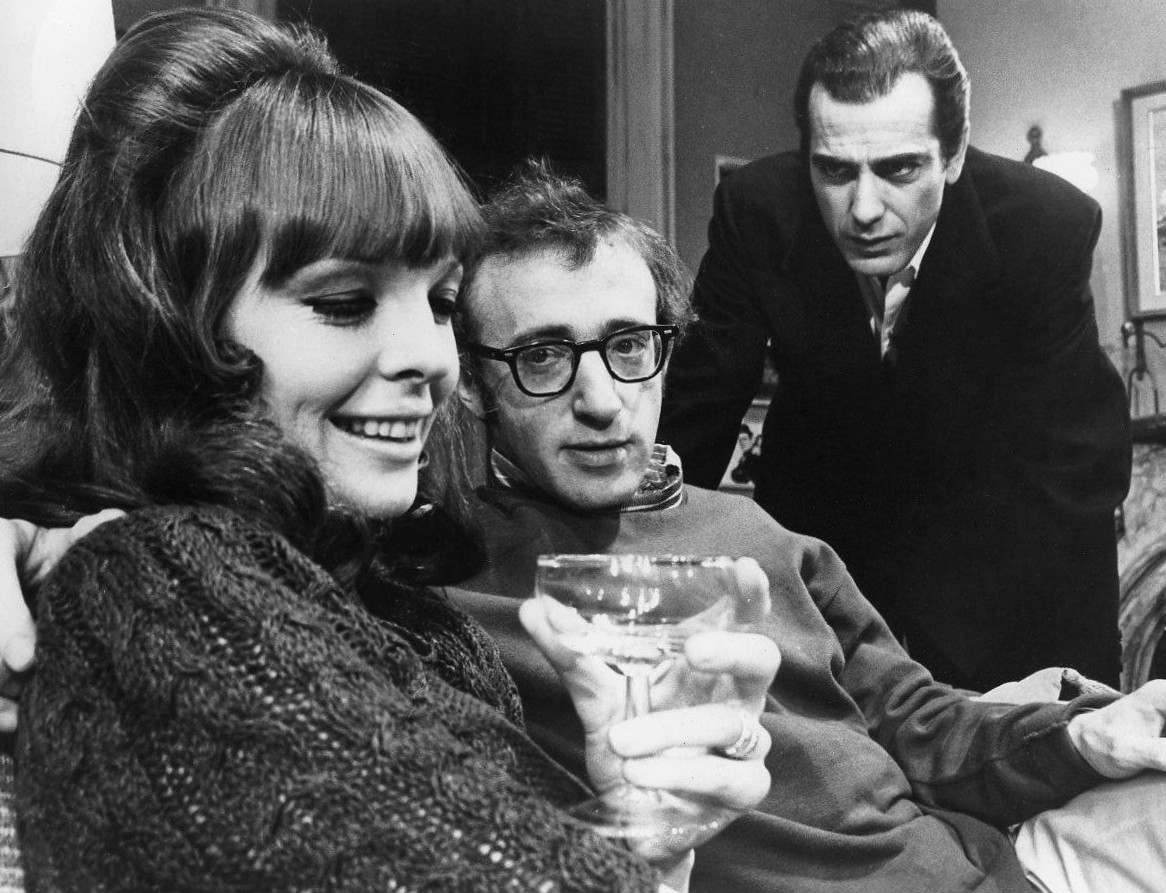
舞台劇『Play It Again, Sam』で共演中のウディ・アレンとともに。

カリフォルニア州ロサンゼルスにて、ダイアン・ホールとして生まれる。父親はアイルランド系カトリックの背景を持ち、母親はメソジストであった。
1963年に高校を卒業し、オレンジ・コースト・カレッジに通うが1年で中退してマンハッタンに移る。俳優協会に加入する際、すでに「ダイアン・ホール」で登録があったため、母親の旧姓から「ダイアン・キートン」で登録する。ニューヨークのネイバーフッド・プレイハウスで演技を学び、ブロードウェイのミュージカル『ヘアー』に出演。
1969年2月、ブロードウェイで行われたウディ・アレンの『Play It Again, Sam』の舞台に出演。同作品は1970年3月まで453公演開催され、キートンはトニー賞にノミネートされた。
1970年、『ふたりの誓い』で映画デビュー。この作品における演技がフランシス・フォード・コッポラの目に止まり、『ゴッドファーザー』のケイ・アダムズ役に抜擢された。
1972年、『Play It Again, Sam』の映画版『ボギー!俺も男だ』に出演。その後アレンとは公私にわたるパートナーとなり、彼の多くの映画に出演。1977年の『アニー・ホール』でアカデミー主演女優賞を受賞した。

### 私生活
ブロードウェイのオーディションを受けた時に出会ったウディ・アレンと交際するが後に別れる。1979年から『レッズ』で共演したウォーレン・ベイティと交際していた。その後アル・パチーノとも交際していた事がある。これまで結婚歴はなく、50歳を過ぎてからとった養子が2人いる。

## 主な作品

### 出演
| 公開年 | 邦題 原題                                                       | 役名                         | 備考 | 吹き替え                                           |
| ------ | --------------------------------------------------------------- | ---------------------------- | --- | -------------------------------------------------- |
| 1970   | ふたりの誓い Lovers and Other Strangers                         | ジョーン                     | |                                                    |
| 1972   | ゴッドファーザー The Godfather                                  | ケイ・アダムス・コルレオーネ | | 鈴木弘子（日本テレビ版） 山像かおり（DVD版、BD版） |
| 1972   | ボギー!俺も男だ Play It Again, Sam                              | リンダ                       | | 上田みゆき                                         |
| 1973   | スリーパー Sleeper                                              | ルナ                         | | 小原乃梨子（TBS版）                                |
| 1974   | ゴッドファーザー PART II The Godfather Part II                  | ケイ・アダムス・コルレオーネ | | 鈴木弘子（日本テレビ版） 山像かおり（DVD版、BD版） |
| 1975   | ウディ・アレンの愛と死 Love and Death                           | ソニア                       | | （吹き替え版なし）                                 |
| 1976   | ダイアン・キートン 可愛い女 I Will, I Will... for Now           | ケイティ・ビンガム           | | 上田みゆき（テレビ朝日版）                         |
| 1976   | ニューヨーク 一攫千金 Harry and Walter Go to New York           | リッサ                       | |                                                    |
| 1977   | アニー・ホール Annie Hall                                       | アニー・ホール               | アカデミー主演女優賞 受賞 英国アカデミー賞 主演女優賞 受賞 ゴールデングローブ賞 主演女優賞 (ミュージカル・コメディ部門) 受賞 | 小原乃梨子（TBS版）                                |
| 1977   | ミスター・グッドバーを探して Looking for Mr. Goodbar            | テレサ                       | | 小柳ルミ子                                         |
| 1979   | インテリア Interiors                                            | レナータ                     | | 田島令子（TBS版）                                  |
| 1979   | マンハッタン Manhattan                                          | メリー                       | | 高島雅羅（TBS版）                                  |
| 1981   | レッズ Reds                                                     | ルイーズ・ブライアント       | | 安藤麻吹（U-NEXT版）                               |
| 1982   | シュート・ザ・ムーン Shoot the Moon                             | フェイス                     | |                                                    |
| 1984   | リトル・ドラマー・ガール The Little Drummer Girl                | チャーリー                   | | （吹き替え版なし）                                 |
| 1984   | 燃えつきるまで Mrs.Soffel                                       | ケイト・ソフェル             | | （吹き替え版なし）                                 |
| 1986   | ロンリー・ハート Crimes of the Heart                            | レニー                       | |                                                    |
| 1987   | ラジオ・デイズ Radio Days                                       | 新年の歌手                   | |                                                    |
| 1987   | 赤ちゃんはトップレディがお好き Baby Boom                        | J・C・ワイアット             | | 弥永和子（TBS版、機内上映版）                      |
| 1988   | 情熱の代償 The Good Mother                                      | アンナ                       | |                                                    |
| 1990   | ゴッドファーザーPARTIII The Godfather Part III                  | ケイ・アダムス・コルレオーネ | | 鈴木弘子（ソフト版、フジテレビ版）                 |
| 1991   | 花嫁のパパ Father of the Bride                                  | ニーナ・バンクス             | | 宗形智子                                           |
| 1991   | 立候補/ダーティ・トリックス Running Mates                       | アギー・スノウ               | テレビ映画 |                                                    |
| 1993   | マンハッタン殺人ミステリー Manhattan Murder Mystery             | キャロル・リプトン           | |                                                    |
| 1993   | ベイビー・トーク3 ワンダフル・ファミリー Look Who's Talking Now | ダフネ                       | 声の出演 | 藤田淑子（ソフト版） 鈴木弘子（フジテレビ版）      |
| 1994   | ラストフライト Amelia Earhart: The Final Flight                 | アメリア・イアハート         | テレビ映画 | （吹き替え版なし）                                 |
| 1995   | 花嫁のパパ2 Father of the Bride Part II                         | ニーナ・バンクス             | | 宗形智子                                           |
| 1996   | ファースト・ワイフ・クラブ The First Wives Club                 | アニー・パラディス           | | 高島雅羅                                           |
| 1996   | マイ・ルーム Marvin's Room                                      | ベッシー                     | | 鈴木弘子                                           |
| 1997   | イン・マイ・ライフ The Only Thrill                              | キャロル・フィッツシモンズ   | |                                                    |
| 1999   | カーラの結婚宣言 The Other Sister                               | エリザベス・テイト           | | 立石涼子                                           |
| 2000   | 電話で抱きしめて Hanging Up                                     | ジョージア                   | 監督兼任 | 宮寺智子                                           |
| 2001   | フォルテ Town & Country                                         | エリー                       | | 鈴木弘子                                           |
| 2002   | クロスオーバー ふたりの女 Crossed Over                          | ベヴァリー                   | テレビ映画 | 鈴木弘子                                           |
| 2003   | 恋愛適齢期 Something Gotta Give                                 | エリカ・バリー               | ゴールデングローブ賞 主演女優賞 (ミュージカル・コメディ部門) 受賞                                                            | 松岡洋子                                           |
| 2005   | 幸せのポートレート The Family Stone                             | シビル・ストーン             | | 唐沢潤                                             |
| 2007   | 恋とスフレと娘とわたし Because I Said So                        | ダフネ                       | |                                                    |
| 2007   | ママ男 Mama's Boy                                               | ジャン・マナス               | | （吹き替え版なし）                                 |
| 2008   | デンジャラスな妻たち Mad Money                                  | ブリジット・カーディガン     | | 野村須磨子                                         |
| 2010   | 恋とニュースのつくり方 Morning Glory                            | コリーン・ペック             | | 松岡洋子                                           |
| 2013   | グリフィン家のウエディングノート The Big Weding                 | エリー・グリフィン           | | 一城みゆ希                                         |
| 2014   | ニューヨーク 眺めのいい部屋売ります 5 Flights Up                | ルース                       | | （吹き替え版なし）                                 |
| 2014   | 最高の人生のつくり方 And So It Goes                             | リア                         | |                                                    |
| 2015   | クーパー家の晩餐会 Love the Coopers                             | シャーロット                 | | 松岡洋子                                           |
| 2016-  | ピウス13世 美しき異端児 The Young Pope                          | シスター・メアリー           | テレビシリーズ | 谷育子                                             |
| 2016   | ファインディング・ドリー Finding Dory                           | ジェニー                     | 声の出演 | 高島雅羅                                           |
| 2017   | ロンドン、人生はじめます Hampstead                              | エミリー・ウォルターズ       | | （吹き替え版なし）                                 |
| 2018   | また、あなたとブッククラブで Book Club                          | ダイアン                     | | （吹き替え版なし）                                 |
| 2019   | チア・アップ! Poms                                              | マーサ                       | 兼製作総指揮 | （吹き替え版なし）                                 |
| 2023   | ブッククラブ/ネクストチャプター BOOK CLUB: THE NEXT CHAPTER     | ダイアン                     | | 小山茉美                                           |

### 製作
| 公開年 | 邦題 原題                                            | 担当       | 備考                                |
| ------ | ---------------------------------------------------- | ---------- | ----------------------------------- |
| 1987   | ダイアン・キートンの ウェルカム・トゥ・ヘヴン Heaven | 監督       | ドキュメンタリー                    |
| 1991   | ツイン・ピークス Twin Peaks                          | 監督       | テレビシリーズ、Episode #2.15を監督 |
| 1991   | ワイルドフラワー Wildflower                          | 監督       |                                     |
| 1995   | 想い出の微笑 Unstrung Heroes                         | 監督       |                                     |
| 2000   | 電話で抱きしめて Hanging Up                          | 監督・出演 |                                     |
| 2003   | エレファント Elephant                                | 製作総指揮 |                                     |

## 受賞歴

### アカデミー賞
受賞
1978年 アカデミー主演女優賞:『アニー・ホール』
ノミネート
1982年 アカデミー主演女優賞:『レッズ』
1997年 アカデミー主演女優賞:『マイ・ルーム』
2004年 アカデミー主演女優賞:『恋愛適齢期』

### 英国アカデミー賞
受賞
1978年 主演女優賞:『アニー・ホール』
ノミネート
1980年 主演女優賞:『マンハッタン』
1983年 主演女優賞:『レッズ』

### ゴールデングローブ賞
受賞
1978年 主演女優賞 (ミュージカル・コメディ部門):『アニー・ホール』
2004年 主演女優賞 (ミュージカル・コメディ部門):『恋愛適齢期』
ノミネート
1978年 主演女優賞 (ドラマ部門):『ミスター・グッドバーを探して』
1982年 主演女優賞 (ドラマ部門):『レッズ』
1983年 主演女優賞 (ドラマ部門):『シュート・ザ・ムーン』
1985年 主演女優賞 (ドラマ部門):『燃えつきるまで』
1988年 主演女優賞 (ミュージカル・コメディ部門):『赤ちゃんはトップレディがお好き』
1994年 主演女優賞 (ミュージカル・コメディ部門):『マンハッタン殺人ミステリー』
1995年 女優賞 (ミニシリーズ・テレビ映画部門):『ラストフライト』

## 参照
1. ↑  “Diane Keaton Wins Best Actress Oscar: 1978 Oscars”.   Oscars. 2020年12月17日閲覧。
2. ↑  “Diane Keaton Biography (1946–)”.   Filmreference.com. 2010年3月8日閲覧。
3. ↑  Stated in Then Again, by Diane Keaton, 2011
4. ↑  Diane Keaton: A Nervous Wreck on the Verge of a Breakthrough. Movie Crazed. 1974. Retrieved February 22, 2006.
5. ↑  Dominic Dunne. "Hide and Seek with Diane Keaton". Vanity Fair. February 1985.
6. ↑  ハーラン・リーボ 著、河原一久、鈴木勉 訳『ザ・ゴッドファーザー』ソニーマガジンズ、2001年11月22日、98頁。ISBN 978-4789717748。
7. ↑  Diane Keaton biography. The New York Times. Retrieved February 21, 2006.
8. ↑  Brad Stone. "Defining Diane". More magazine. July/August 2001.